# پترسون، نیو ساوت ولز
پترسون (به انگلیسی: Paterson) یک حومه شهر در استرالیا است که در نیو ساوت ولز واقع شده‌است.